# Paweł Kowalski (pianista)
Paweł Kowalski (ur. 6 lipca 1965 w Łodzi) – polski pianista.

## Wykształcenie muzyczne
- Hochschule für Musik "Rheinland" w Kolonii
- Akademia Muzyczna im. Fryderyka Chopina w Warszawie (dyplom z wyróżnieniem)
- The Vancouver Academy of Music (stypendium Witolda Lutosławskiego)

## Działalność artystyczna
Jest pierwszym po Krystianie Zimermanie wykonawcą Koncertu fortepianowego Witolda Lutosławskiego, który wykonał 13 kwietnia 1989 w Warszawie, pod dyrekcją kompozytora.
Koncertuje w Europie, USA, Kanadzie i Ameryce Południowej, m.in. następujących salach koncertowych: Salle Pleyel w Paryżu, Schauspielhaus w Berlinie, Konserwatorium w Brukseli, RadioKulturhaus w Wiedniu, Tonhalle w Zurychu, Estonia Concert Hall w Tallinnie oraz na festiwalach: BBC w Londynie, Europalia, Klavierfestival Ruhr, Carinthischer Sommer, Concentus Moravie, Musikfestwochen Meiringen, Musikwoche Braunwald, Bachtage Potsdam, na festiwalach chopinowskich w Dusznikach, Antoninie, Mariańskich Łaźniach i Gaming, na "Warszawskiej Jesieni", Festiwalu w Łańcucie, Festiwalu "Kwartet Śląski i Jego Goście", Festiwalu Mozartowskim w Warszawie i innych. 
Koncertował z Sinfonią Varsovia pod dyrekcją Yehudi Menuhina, z okazji jubileuszu 10-lecia orkiestry (1994). Występuje z orkiestrami radiowymi w Berlinie, Oslo, Zagrzebiu, jak również z wieloma orkiestrami filharmonicznymi w Europie. Dokonał nagrań dla kilkunastu radiofonii, nagrał płyty kompaktowe z utworami Beethovena, Brahmsa, Chopina, Zarębskiego. 
W 2004 był solistą w Koncercie fortepianowym Wojciecha Kilara z Narodową Orkiestrą Symfoniczną Polskiego Radia w ramach projektu "Pociąg do Muzyki Kilara".  
Z okazji rozszerzenia Unii Europejskiej, Paweł Kowalski uznany został przez francuski tygodnik Courrier International  za jedną z czterech najciekawszych osobowości z Polski.
W 2005 był członkiem jury Międzynarodowego Konkursu Pianistycznego im. Hummla w Bratysławie. 
W latach 2005-2008 koncertował m.in. z Orquesta Sinfonica de Chile w Santiago, Narodową Orkiestrą Symfoniczną Polskiego Radia, Polską Orkiestrą Radiową, występował m.in. w Filharmonii Narodowej w Warszawie, Wielkiej Sali Tonhalle w Zurichu, Salon Dorado w Buenos Aires.
W 2017 został odznaczony Srebrnym Medalem „Zasłużony Kulturze Gloria Artis”.